# Arosvallen
Arosvallen is een omnistadion in het Zweedse Västerås. Het stadion was de thuishaven van Västerås SK dat in het seizoen 2013 uitkwam in de Eerste divisie, hetgeen in Zweden het derde niveau is. Het stadion is gebouwd in 1932. Tijdens het WK voetbal in 1958 werden er twee groepswedstrijd in Arosvallen gespeeld. Tijdens het WK voor vrouwen in 1995 werden vier groepswedstrijden, een kwartfinale en een halve finale in Arosvallen gespeeld.
Västerås SK is met ingang van het seizoen 2008 verhuisd naar het nieuwe Swedbank Park dat een echt voetbalstadion is. Arosvallen is sinds 2010 het thuisstadion van de Västerås Roedeers een American Footballteam.

## WK interlands
| №  | Datum        | Wedstrijd               | Uitslag | Competitie | Toeschouwers |
| -- | ------------ | ----------------------- | ------- | ---------- | ------------ |
| 1. | 8 juni 1958  | Joegoslavië – Schotland | 1 – 1   | WK 1958    | 9.500        |
| 2. | 11 juni 1958 | Joegoslavië – Frankrijk | 3 – 2   | WK 1958    | 12.000       |

Råsunda stadion (Stockholm) · Nya Ullevi (Gothenburg) · Malmö Stadion (Malmö) · Tunavallen (Eskilstuna) · Nya Parken (Norrköping) · Jernvallen (Sandviken) · Rimnersvallen (Uddevalla) · Olympia (Helsingborg) · Ryavallen (Borås) · Örjans Vall (Halmstad) · Eyravallen (Örebro) · Arosvallen (Västerås)
Behrn Arena (Örebro SK) ·
Borås Arena (IF Elfsborg) ·
Falkenbergs IP (Falkenbergs FF) ·
Gamla Ullevi (IFK Göteborg) ·
Grimsta IP (IF Brommapojkarna) ·
Guldfågeln Arena (Kalmar FF) ·
Kopparvallen (Åtvidabergs FF) ·
Nya Parken (IFK Norrköping) ·
Olympia (Helsingborgs IF) ·
Rambergsvallen (BK Häcken) ·
Strandvallen (Mjällby AIF) ·
Strawberry Arena (AIK Fotboll) ·
Strömvallen (Gefle IF) ·
Eleda Stadion (Malmö FF) ·
Tele2 Arena (Djurgårdens IF) ·
Örjans vall (Halmstads BK)
Ängelholms IP (Ängelholms FF) ·
Finnvedsvallen (IFK Värnamo) ·
Gamla Ullevi (GAIS Göteborg) ·
Jämtkraft Arena (Östersunds FK) ·
Landskrona IP (Landskrona BoIS) ·
Myresjöhus Arena (Östers IF) ·
Norrporten Arena (GIF Sundsvall) ·
Påskbergsvallen (Varbergs BoIS) ·
Skarsjövallen (Ljungskile SK) ·
Stadsparksvallen (Jönköpings Södra IF) ·
Stora Valla (Degerfors IF) ·
Studenternas IP (IK Sirius FK) ·
Södertälje Fotbollsarena (Assyriska Föreningen, Syrianska FC) ·
Tele2 Arena (Hammarby IF) ·
Vapenvallen (Husqvarna FF)
Arosvallen ·
Bårsta IP ·
Enavallen ·
Folkungavallen ·
Fredriksskans IP ·
Gamla Ullevi ·
Herrgärdets IP ·
Hillängens IP ·
Jernvallen ·
Johanneshovs IP ·
Kamratvallen ·
Lövåsvallen ·
Malmö IP ·
Malmö Stadion ·
Motala IP ·
Norra IP ·
Ramnavallen ·
Råsunda IP ·
Råsundastadion ·
Rimnersvallen ·
Ruddalens IP ·
Ryavallen ·
Sandåkerns IP ·
Skogsvallen ·
Slottsskogsvallen ·
Olympisch Stadion (Stockholm) ·
Söderstadion ·
T3 Arena ·
Trollebo IP ·
IJsbaan van Eskilstuna ·
Ullevi ·
Vägga IP ·
Vångavallen ·
Värendsvallen